# Wildschut & De Vries
Wildschut & De Vries was een Nederlandse detectiveserie, die in 2000 en 2001 door SBS6 werd uitgezonden.
In Wildschut & De Vries runnen Niels Wildschut, gespeeld door Robert de la Haye en Joyce de Vries, een rol van Cindy de Quant, een particulier recherchebureau. Ze worden geholpen door secretaresse Bob (Wimie Wilhelm) en manusje-van-alles Leo van Geel (Aat Ceelen). Wildschut en De Vries waren getrouwd, maar kozen ervoor hun huwelijk te beëindigen, om hun bedrijf te kunnen voortzetten.
Pieter Kuijpers, Erik van 't Wout en Ron Termaat waren de regisseurs van Wildschut & De Vries. Er waren gastrollen voor onder anderen Tanja Jess, Jules Hamel, Jack Wouterse, Gijs Scholten van Asschat en Olga Zuiderhoek.

## Lijst van afleveringen
| naam aflevering         | scenario          | regie            | duur    |
| ----------------------- | ----------------- | ---------------- | ------- |
| 01 - 8 op, 2 af         | Paul Jan Nelissen | Ron Termaat      | 41 min. |
| 02 - Rotdingen          | Cor de Rijk       | Erik van 't Wout | 40 min. |
| 03 - Ludwig             | Cor de Rijk       | Erik van 't Wout | 40 min. |
| 04 - Carpoolen          | Cor de Rijk       | Ron Termaat      | 39 min. |
| 05 - Koning kleinzerig  | Cor de Rijk       | Erik van 't Wout | 40 min. |
| 06 - Cyberstalking      | Paul Jan Nelissen | Erik van 't Wout | 40 min. |
| 07 - Toetje             | Paul Jan Nelissen | Pieter Kuijpers  | 40 min. |
| 08 - Camera Obscura     | Paul Jan Nelissen | Pieter Kuijpers  | 42 min. |
| 09 - Net als in de film | Cor de Rijk       | Erik van 't Wout | 40 min. |
| 10 - Eddie              | Paul Jan Nelissen | Erik van 't Wout | 41 min. |
| 11 - Meneer Meijer      | Paul Jan Nelissen | Pieter Kuijpers  | 38 min. |
| 12 - Zware benen        | Cor de Rijk       | Pieter Kuijpers  | 40 min. |